# Edwards Vizcarra Zorrilla
Edwards Delfio Vizcarra Zorrilla (Huari, 1963) es un político peruano. Fue alcalde provincial de Huari, en la región Áncash, en dos períodos.

## Biografía
Nació en la ciudad de Huari, capital de la provincia homónima en el departamento de Áncash, el 2 de mayo de 1963. Es sobrino nieto de Santiago Márquez Zorrilla, sacerdote que llegó a ser alcalde del Huari y Chacas a mediados del siglo pasado.
Realizó sus estudios primarios en esa localidad y los secundarios en la Gran Unidad Escolar Ricardo Bentín en el distrito del Rímac de la ciudad de Lima. Posteriormente cursó estudios de contabilidad en la Universidad Nacional Federico Villarreal titulándose de contador público en 1989.
Participó en las elecciones municipales de 1998 como candidato del movimiento fujimorista Vamos Vecino para la alcaldía de la provincia de Huari obteniendo la representación con el 44.28% de los votos ocupando ese cargo entre 1999 y 2002. Siendo aún alcalde, se presentó sin éxito como candidato a congresista por Áncash en las elecciones generales del 2001 por el Frente Independiente Moralizador. Tentó la reelección como alcalde en 2002 sin éxito. En las elecciones municipales del 2006 fue reelegido para un segundo periodo como alcalde de Huari entre 2006-2010. Renunció a la alcaldía en el 2010 para tentar la presidencia regional de Áncash en las elecciones del 2010 por el Movimiento Independiente Regional Río Santa Caudaloso. En dichas elecciones sólo consiguió el 6.224% de los votos. En las elecciones municipales del 2014 tentó sin éxito su tercera reelección como alcalde de Huari. En el año 2010 fundó el movimiento regional "Amor por Áncash" cuya existencia fue breve al ser cancelada su inscripción en 2011.
Fue denunciado y condenado en el año 2017 por la comisión del delito de peculado en agravio de la Municipalidad Provincial de Huari durante su segundo mandato como alcalde provincial. Sin embargo, dicha sentencia fue anulada por la Corte Suprema de Justicia en el año 2018 quien, lo absolvió de los cargos en su contra.